# Noriko Shitaya
Noriko Shitaya (下屋 則子 Shitaya Noriko?, 22 de abril de 1982) es una seiyu japonesa nacida en la prefectura de Chiba. Trabaja para el grupo 81 Produce.

## Trabajos destacados
- Hanzo en Mirmo!
- Hijiri en Aa! Megami-sama.
- Kasumi en HeartCatch PreCure!.
- Kasumi Tomine en Alien Nine.
- Ururu Tsumugiya en Bleach.
- Sakura Matō en Fate/stay night.
- Maria en Final Fantasy II (versión de PlayStation).
- Himeko Kurusugawa en Kannazuki no Miko.
- Raika Naruo en Maburaho.
- Katsura en Maria-sama ga Miteru.
- Hermana Mimi en Mermaid Melody: Pichi Pichi Pitch
- Hanzo y Momo en Mirmo!
- Moegi en Naruto.
- Trill en Rockman.EXE Beast
- Kotoko en Tsubasa Chronicle.
- Colin Jones en Victorian Romance Emma.
- Yuubiseiharukana Tanaka en Ever17.
- Himeka Kujou en Kamichama karin.
- Kyoko en Kore wa Zombie Desu ka?.
- Lailah en Tales of Zestiria the X (en reemplazo de Miyu Matsuki).[1]